# Shotgun House

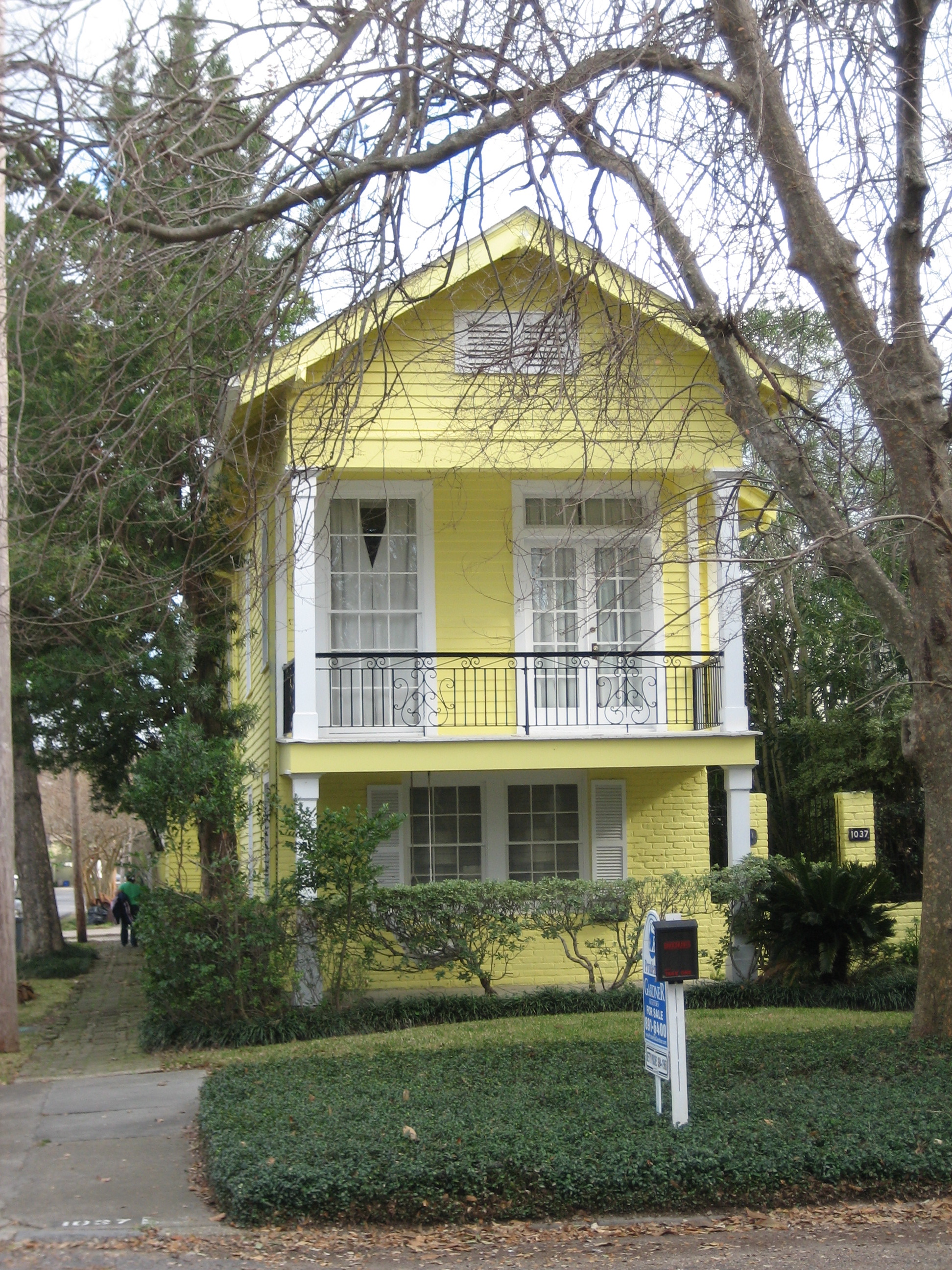
Renoviertes zweistöckiges Shotgun House in New Orleans

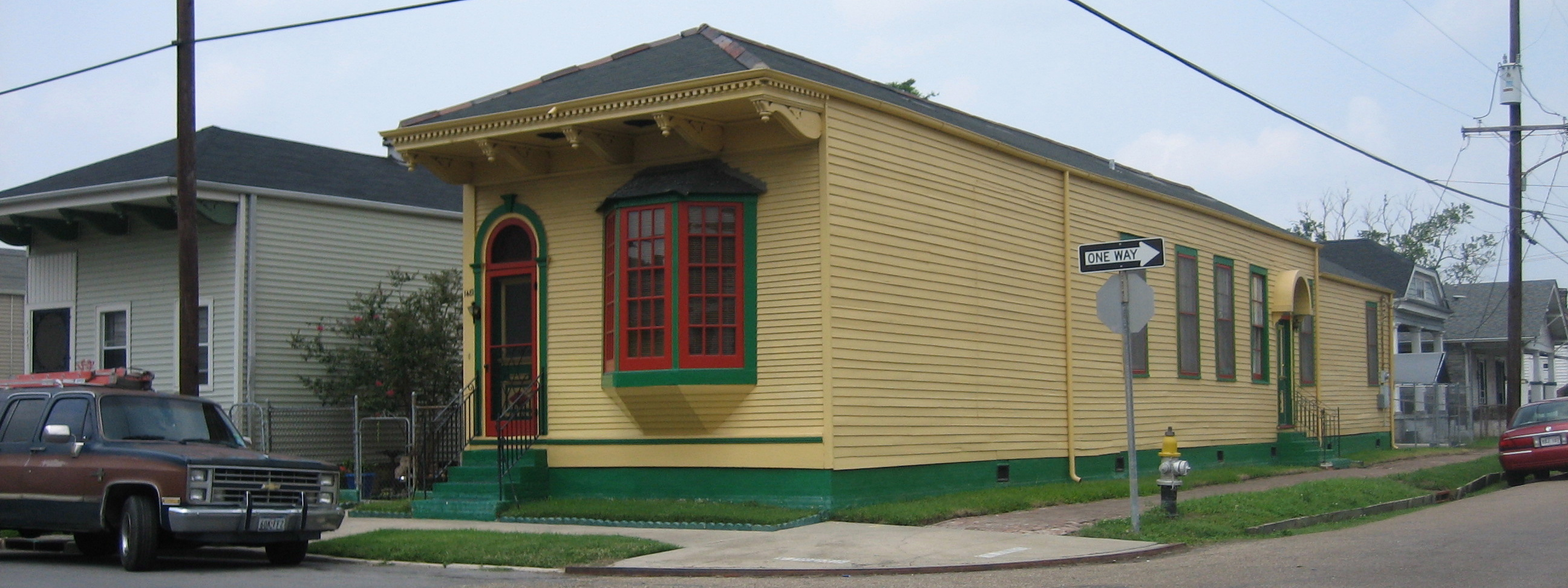
Einstöckiges Shotgun House, New Orleans

Der Begriff Shotgun House, deutsch Schrotflintenhaus, bezeichnet eine vor allem im Süden der USA verbreitete Form von Einfamilienhäusern. Diese Häuser werden gelegentlich auch als Shotgun Shack, Shotgun Cottage, Shotgun oder als Railroad Apartment bezeichnet. Der im Deutschen gebräuchliche Begriff „Schießhütte“ hat mit diesen Gebäuden nichts zu tun. Häuser dieses Typs wurden erstmals zu Beginn des 19. Jahrhunderts, vor allem aber in der Zeit zwischen dem Amerikanischen Bürgerkrieg und den 1920er Jahren errichtet. Der Baustil entwickelte sich zunächst in New Orleans und breitete sich von dort bis nach Chicago und Kalifornien aus.
Kennzeichnend für Shotgun Houses ist ihre sehr schmale, lange, rechteckige Form. In traditioneller Bauweise errichtete Shotgun Houses haben keinen Flur; die zwei bis fünf Zimmer des Hauses sind direkt miteinander verbunden.
Im 19. Jahrhundert waren Shotgun Houses sowohl bei ärmeren Bevölkerungsgruppen als auch solchen mit mittlerem Einkommen beliebt. Im Laufe des 20. Jahrhunderts wurde diese Hausbauform jedoch zu einem Symbol der Armut.
In vielen Städten des US-amerikanischen Südens wurden und werden im Rahmen von Stadtsanierungen Shotgun Houses abgerissen; andernorts setzt man sich für ihre Renovierung und Erhaltung als Teil der amerikanischen Baukultur ein wie zum Beispiel in Key West, Florida. Dort stehen diese Häuser unter Denkmalschutz.

## Namensherkunft und Begriffsverwendung
Vor allem in Reiseführern ist häufig zu lesen, dass sich der Begriff Shotgun für diesen Haustyp eingebürgert habe, weil der Schrot einer solchen vor der Haustür abgefeuerten Waffe bei offenen Türen (wegen deren geringen Abstandes) ungehindert durch das Haus fliegen und es durch seine rückseitige Tür wieder verlassen kann.
Von einigen Architekturhistorikern ist diese Begriffserklärung jedoch als Urbane Legende bezeichnet worden. Insbesondere der Ethnologe John Michael Vlach hat darauf hingewiesen, dass sowohl der Ursprung dieser Bauform als auch der Name sich nach Haiti und Afrika bis mindestens ins Jahr 1700 zurückverfolgen lässt. Die Bezeichnung für diese Bauform stammt nach seiner Ansicht von den Fon aus dem südlichen Dahomey (heute Benin) in Westafrika. Dort bedeutet to-gun Versammlungsort. Die Bezeichnung, die wahrscheinlich in New Orleans von afro-haitianischen Einwanderern verwendet wurde, wurde im englischen Sprachgebrauch dann volksetymologisch umgedeutet.
Im eigentlichen Sinne versteht man unter Shotgun House einen für städtische Bebauung typischen Haustyp. Eine ähnliche Bauform gab es bereits im antiken Römischen Reich, das sogenannte Streifenhaus. Gelegentlich wird der Begriff Shotgun House auch für Häuser gebraucht, die in ländlichen oder kleinstädtischen Gebieten der Südstaaten zu finden sind. Auch dabei handelt es sich um einstöckige, langgestreckte Häuser, die im Hausinneren keinen Flur aufweisen. Diese Häuser wurden gleichfalls mit Armut assoziiert und wurden errichtet, weil die natürliche Klimatisierung im Hausinneren das Leben in dieser warmfeuchten Region angenehmer machte. Sie finden sich heute vor allem entlang von Gewässern im ländlichen Louisiana.
Der Begriff „Double-barrel Shotguns“ („doppelläufige Schrotflinten“) bezieht sich auf eine Bauvariante, bei der sich zwei Shotgun Houses eine Hauswand teilen.

## Bauliche Charakteristika

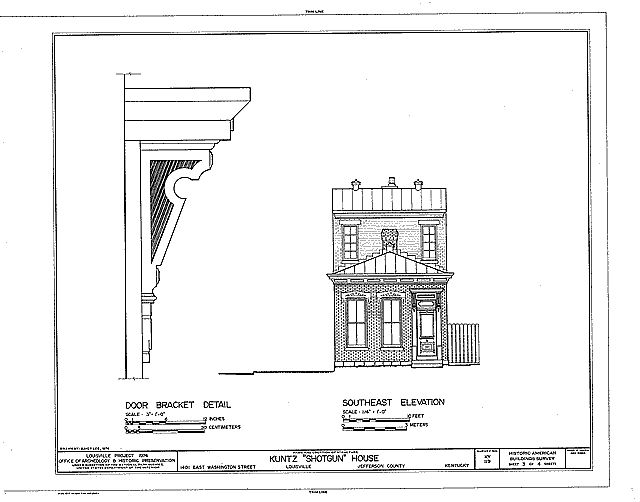
Zeichnung eines sogenannten Camelback-Shotguns, das im hinteren Teil des Hauses ein zweites Stockwerk aufweist. Links daneben eine der für Shotguns typischen Holzverzierungen.

Die Räume eines Shotgun House befinden sich direkt hintereinander. Die Eingangstür des Hauses führt normalerweise direkt in den als Wohnzimmer genutzten Raum, dahinter befinden sich ein oder zwei Schlafzimmer. Die Küche bildet den Abschluss der Zimmerfluchten. Die ältesten in diesem Stil errichteten Häuser besaßen keine sanitären Einrichtungen; die Toilette befand sich außerhalb des Hauses. Häufig wurde in späteren Jahren ein Badezimmer im Haus eingebaut, indem von dem vorletzten Zimmer ein Teil als Badezimmer abgetrennt wurde. Bei einer Reihe von Shotgun Houses wurde das Badezimmer auch seitlich an die Küche angebaut. In vielen Fällen wurde die ursprüngliche Bauform der Häuser so verändert, dass sie heute einen Flur aufweisen.
Das erste und zweite Zimmer hatten in der Regel jeweils eine Heizstelle, so dass sich diese Räume einen Schornstein teilen konnten. Ein zweiter Schornstein am Ende des Hauses wurde meist für den Küchenofen genutzt. Die Häuser sind grundsätzlich nicht unterkellert, sondern stehen gewöhnlich zwischen 60 Zentimeter und einem Meter über dem Erdboden erhöht. Einige Architekturhistoriker sehen darin ein weiteres Indiz, dass diese Bauform im hochwassergefährdeten New Orleans entstand.

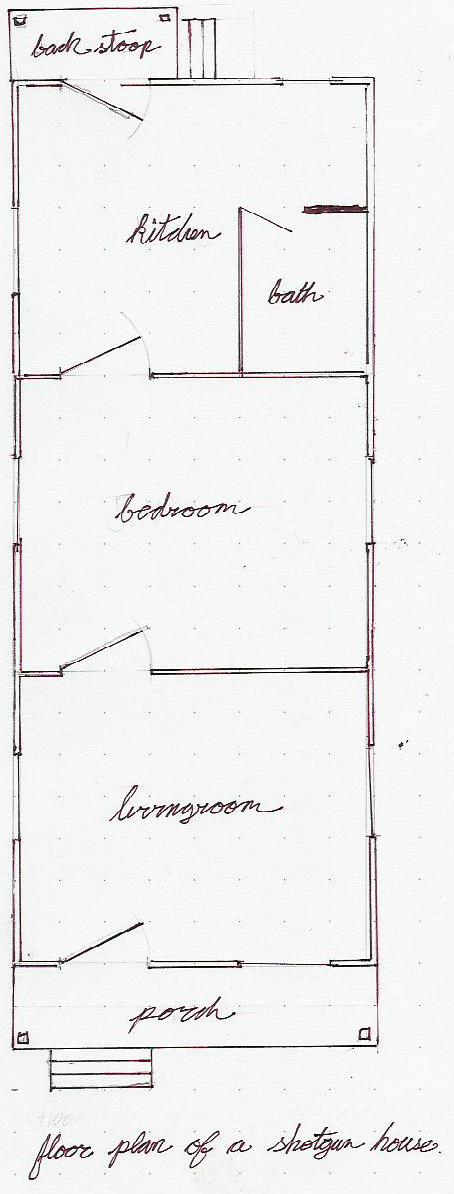
Grundriss eines Shotgun-Hauses

Neben dem charakteristischen Baukonzept haben Shotgun Houses eine Reihe weiterer gemeinsamer Merkmale. Die Grundstücke sind immer sehr schmal und in der Regel zwischen 3,5 und 9 Meter breit. Die Häuser stehen sehr nahe an der Straße, haben häufig keinen oder einen nur sehr kleinen Vorgarten oder Veranda. Die Frontseite zur Straße weist üblicherweise nur eine Tür und ein Fenster auf. Ursprünglich führten hölzerne Treppen zu der Eingangstür hinauf. Diese sind heute meist durch haltbarere Betontreppen ersetzt. Auf der rückwärtigen Seite des Hauses befindet sich meist gleichfalls eine Tür. Wegen der im Allgemeinen sehr engen Bebauung der Grundstücke haben Shotguns an den Seitenwänden des Hauses normalerweise keine Fenster. Im Inneren des Hauses liegen die Türen hintereinander; die Verbindungstür zwischen dem ersten und dem dahinterliegenden Zimmer ist häufig etwas breiter und seitlich leicht versetzt.
Beim Bau von Shotgun Houses wurde normalerweise Holz als wesentliches Baumaterial verwendet. Nur sehr wenige wurden in einer Ziegelbauweise oder mit behauenen Steinen errichtet. Viele Shotgun Houses, insbesondere die aus der frühesten Bauphase, haben ein Flachdach, das mit der Hauswand endet. Bei Häusern, die nach 1880 errichtet wurden, ragt das Dach meist über die Vorderwand des Hauses hervor und weist einen leichten Giebel auf. Das Vordach wird meist durch hölzerne Stützen getragen. Der so entstehende Raum wird als Veranda genutzt. Häufig ist unter dem Vordach ein Ventilator eingebaut.
Die Räume sind verhältnismäßig groß und hoch. Vor allem die Raumhöhe unterstützt dabei die natürliche Klimatisierung der Räume. Sowohl die Wände als auch die Decken der Räume sind häufig dekoriert. Typisch ist die Verwendung von Holzleisten für den Übergangsbereich zwischen Raumdecke und -wand oder Schnitzereien an den Türstürzen. Während des Zeitraumes, in denen besonders viele Shotguns errichtet wurden, gab es in Städten wie New Orleans eine Reihe von Betrieben, die teilweise aufwändig gearbeitetes Zierwerk für diese Häuser in industriellem Maßstab anfertigten. Sie waren so preisgünstig, dass sie selbst für Hausbesitzer mit niedrigem Einkommen erschwinglich waren.

## Bauvarianten

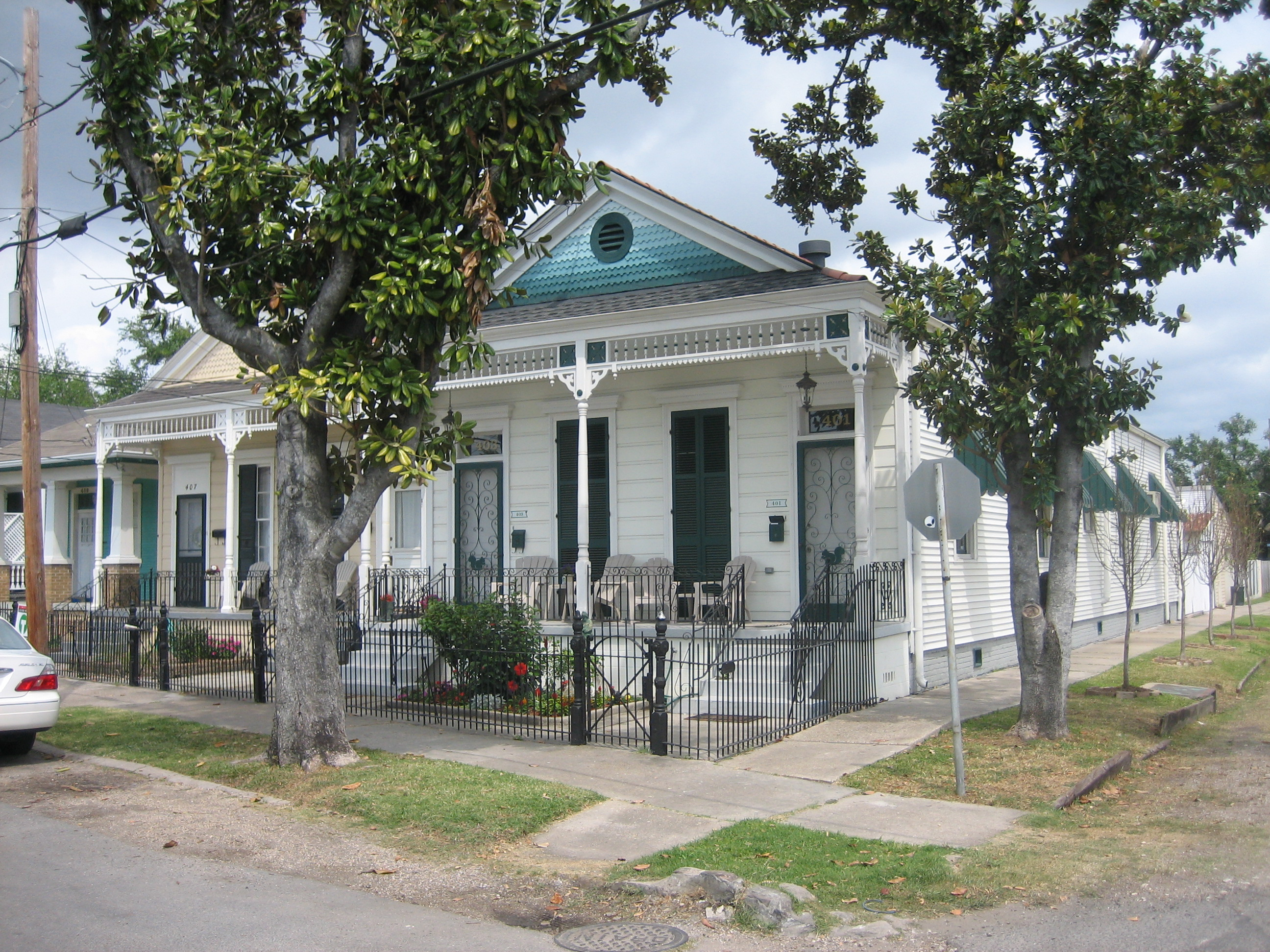
Double Shotgun in New Orleans

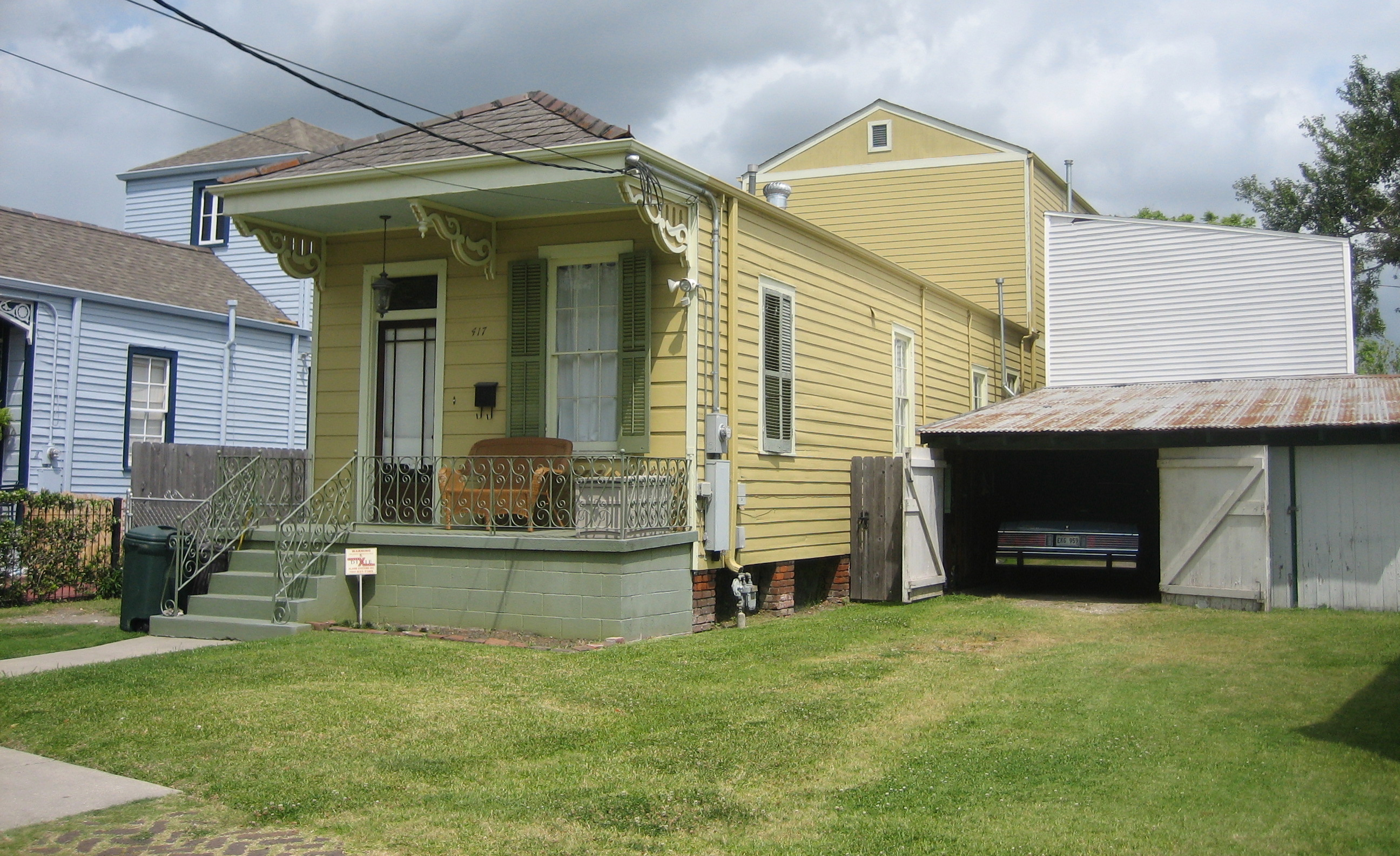
Camelback Shotgun

Ausgehend von dem ursprünglichen Grundriss – schmale Frontseite und mehrere aneinander gereihte Räume – weisen Shotgun Houses eine Reihe von baulichen Variationen auf. Einige Bauvarianten haben sich so stark durchgesetzt, dass man sie heute in einigen Städten häufiger antrifft als die ursprüngliche Bauform.
- Als „Double Shotgun“ oder „Double-barrel Shotgun“ werden solche Shotguns bezeichnet, bei denen zwei Häuser sich eine Hauswand teilen. Dadurch ist pro Haus weniger Grundstücksfläche notwendig als beim traditionellen Shotgun und der Materialaufwand bei der Errichtung ist geringer. Diese Bauform wurde besonders häufig in armen Regionen genutzt. Häuser dieser Variation wurden erstmals in New Orleans im Jahre 1854 gebaut.[3]
- Ein „Camelback Shotgun“ (= Kamelrücken), gelegentlich auch als „Humpback Shotgun“ (= Buckel) bezeichnet, weist im hinteren Teil des Hauses ein zweites Stockwerk auf. Diese Bauform entwickelte sich in der späten Bauphase von Shotgun Houses. Die Raumanordnung und die Konstruktion gleicht weitgehend den traditionellen Shotgun Houses. Lediglich im letzten oder vorletzten Raum führt eine Treppe in die zweite Etage. Diese zweite Etage, auch als „hump“ bezeichnet, wies zwischen einem und vier Räumen auf. Da mit dieser Bauweise das Haus nur partiell zweistöckig war, wurde es in den meisten Städten als einstöckiges Haus versteuert. Dieser steuerliche Aspekt war auch der Hauptgrund für diese Konstruktionsweise.[6]
- Seltener als die anderen Bauvarianten sind „Double Width Shotguns“ anzutreffen. Es handelt sich um besonders breite Shotgun Houses, die auf zwei Baugrundstücken errichtet wurden. Ihre Entstehungsgeschichte ist meist darauf zurückzuführen, dass ein einzelner Bauherr zunächst einen ganzen Straßenblock erwarb, der als neue Baugrundstücke ausgewiesen wurde. Für sich selbst baute er dann ein besonders großes Haus und auf den restlichen Grundstücken errichtete er die mehr traditionellen Shotguns, um sie entweder zu verkaufen oder zu vermieten.
- „North shore Houses“ werden die Shotguns genannt, die an drei Seiten des Hauses eine Veranda aufweisen. Sie tragen ihren Namen, weil sie meist an der nördlichen Seite von New Orleans Lake Pontchartrain gebaut wurden, wo sie wohlhabenden Weißen als Sommerhäuser dienten.

Innerhalb dieser Standardvarianten existieren weitere, allerdings nur noch selten zu findende Varianten. Dazu zählt das „Double Camelback shotgun“, bei dem beide Haushälften in der hinteren Hälfte eine zweite Etage haben. Gelegentlich findet man auch Shotguns, bei denen sich eine weitere Eingangstür an der Seite des Hauses befindet oder eine Veranda entlang der Hauslänge gebaut wurde.

## Geschichtliche Entwicklung des Baustils

### Der afrikanisch-haitianische Ursprung

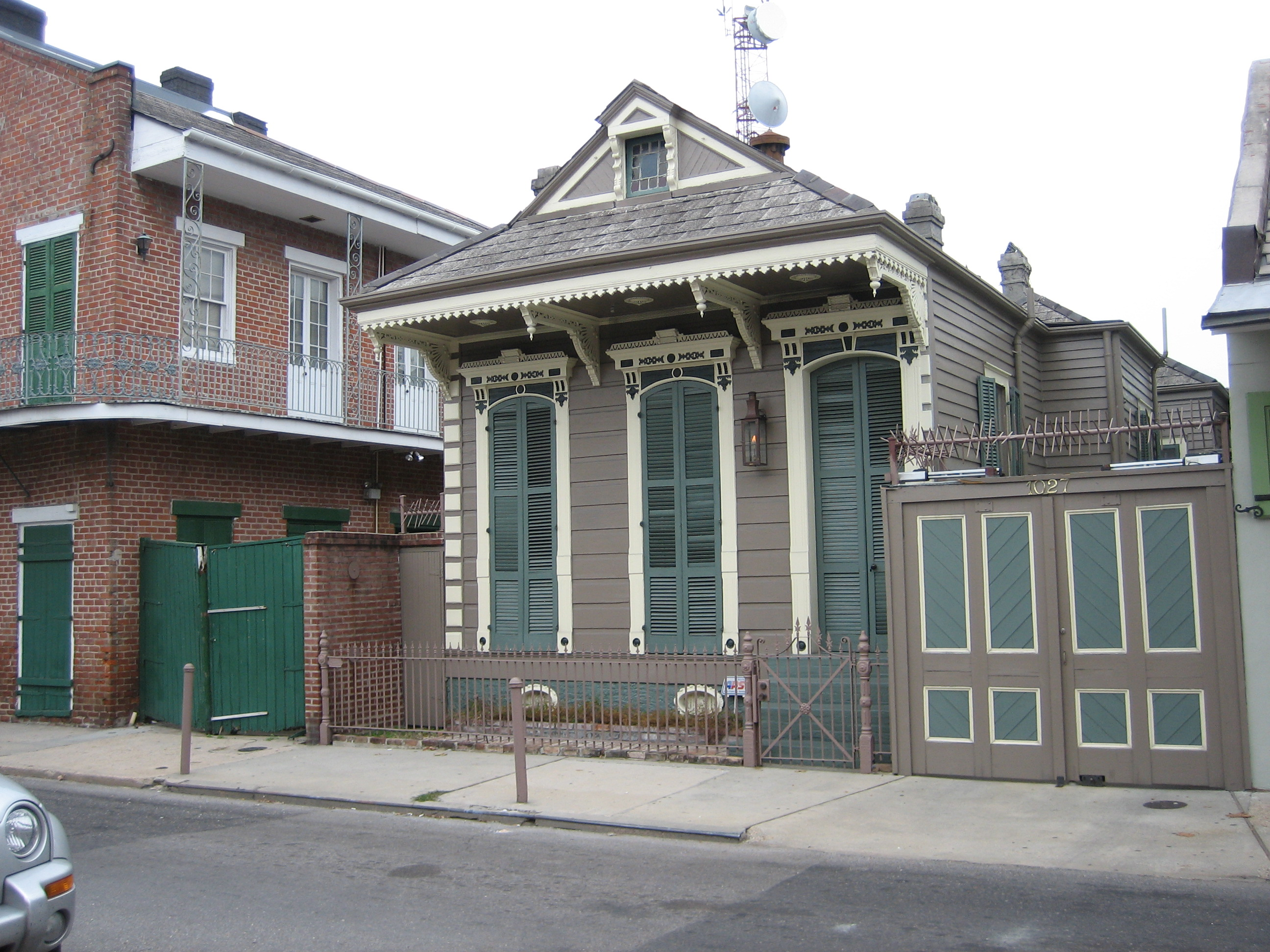
Shot Gun, New Orleans

Die Theorie, dass der Begriff Shotgun House eine Verballhornung eines Begriffs aus der Sprache der Fon ist, wird auch durch die geschichtliche Entwicklung dieses Baustils unterstützt.
New Orleans zog gegen Ende des 18. und zu Beginn des 19. Jahrhunderts eine Reihe von neuen Siedlern an, die wegen des dortigen Sklavenaufstands die französische Kolonie Saint Domingue – heute Haiti – verließen. Die Pflanzer, Sklaven und freie Schwarze brachten nicht nur karibische Kultur und den Voodoo-Kult mit nach New Orleans, sondern führten in dem damals noch kleinen Städtchen auch neue Baustile ein.
1803 lebten 1355 nicht versklavte Schwarze in New Orleans. Im Jahre 1810 betrug ihre Zahl bereits 10.500, die Anzahl der weißen Einwohner New Orleans lag zu dieser Zeit bei etwa 4.500. Der Anstieg der Einwohnerzahl löste in New Orleans einen Bauboom aus. Viele der Erbauer und Bewohner der neu errichteten Häuser waren afrikanischen Ursprungs und über Haiti nach New Orleans gekommen. Historiker halten es für wahrscheinlich, dass sie ihre neuen Häuser entsprechend den Bauformen errichteten, die sie aus Haiti beziehungsweise aus Afrika kannten. Tatsächlich erinnern viele der heute noch existierenden haitianischen Gebäude aus dieser Zeit an die einstöckigen Shotgun Houses von New Orleans. Im haitianischen Port-au-Prince entsprechen sogar noch 15 Prozent der Bausubstanz diesem Haustypus. Die Theorie des afrikanischen Ursprungs wird daher von einer sehr großen Anzahl von Historikern geteilt.
Die frühesten Belege für Shotgun Houses in New Orleans finden sich für das Jahr 1832. Diese Nachweise lassen darauf schließen, dass die Shotgun Houses, die in den 1830er Jahren verkauft wurden, fünfzehn bis zwanzig Jahre früher errichtet wurden.

### Billiger Mietraum für die Arbeiter

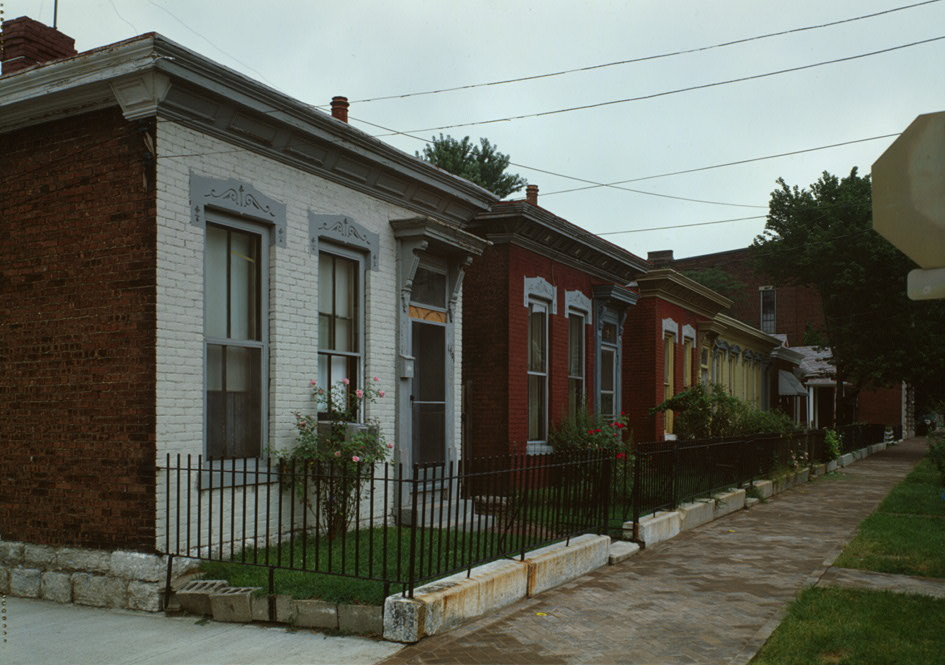
Shotguns in Louisville, Kentucky

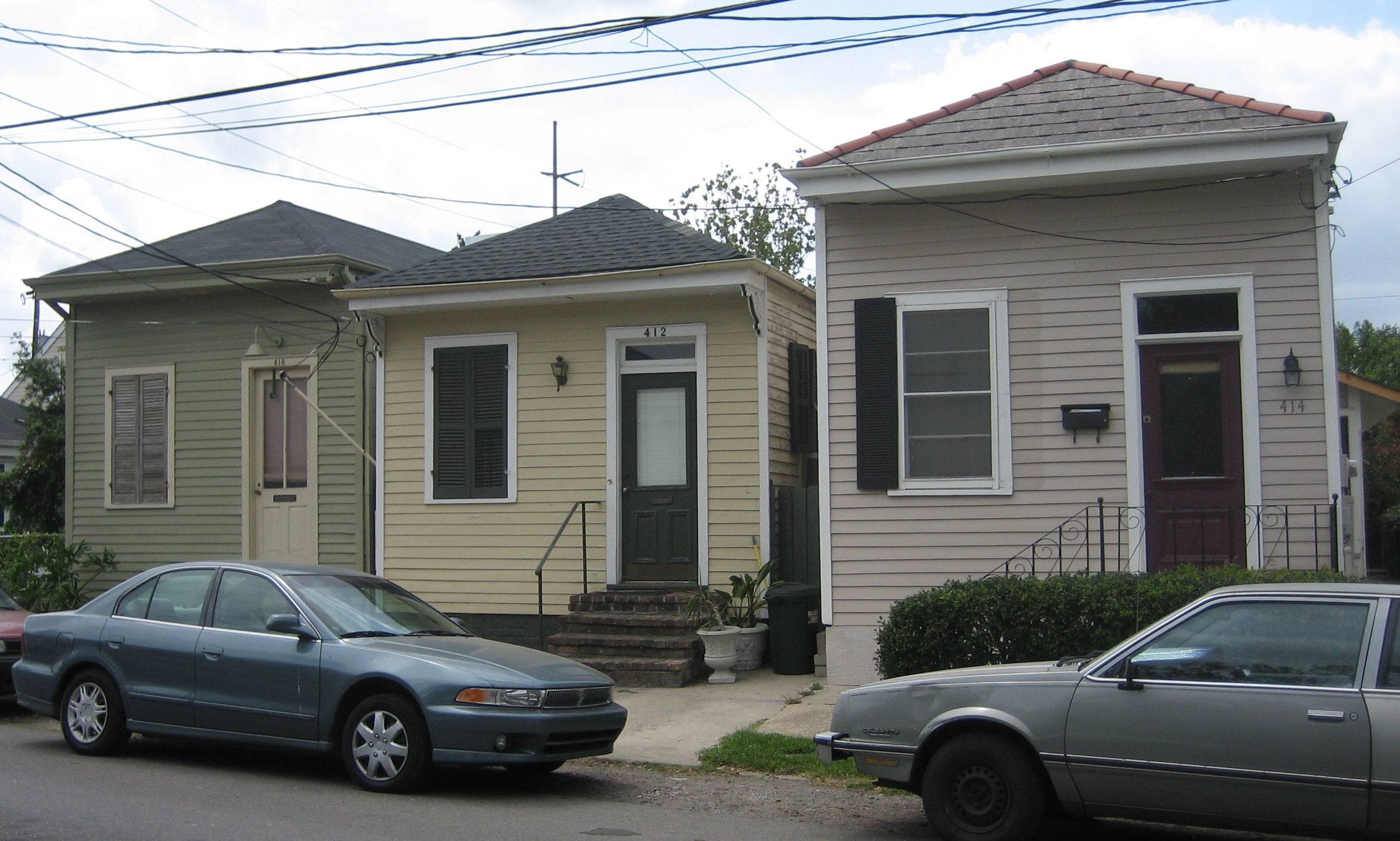
Reihe von Shotgun Houses, Uptown, New Orleans

Mit der beginnenden Industrialisierung zogen immer mehr Personen in die US-amerikanischen Städte. New Orleans zählte in der ersten Hälfte des 19. Jahrhunderts dabei zu den am schnellsten wachsenden Städten der USA. 1812 legte der erste Raddampfer im Hafen der Stadt an und läutete damit eine Ära ein, in der New Orleans eine immer größere Bedeutung als Hafenstadt gewann. 1840 lebten etwa 80.000 Menschen in der Stadt, und der Hafen in New Orleans war der nach New York zweitwichtigste der USA. 1860 waren es schon 35.000 Raddampfer, die jährlich an den Kais anlegten und New Orleans war mit 168.000 Einwohnern die größte Stadt der Südstaaten und die sechstgrößte der USA.
Aufgrund der nur begrenzten Verkehrsmöglichkeiten waren die neuen Zuzügler darauf angewiesen, möglichst fußläufig zu ihren Arbeitsstätten zu leben. Shotgun Houses wurden meist als Mietshäuser erbaut und befanden sich häufig in der Nähe von Fabrikationsstätten oder Eisenbahnknotenpunkten. Bauherren und Eigentümer waren sehr oft die Besitzer von Industriebetrieben, die damit für wenige Dollar im Monat ihren Arbeitern Unterkünfte zur Verfügung stellen konnten. Da ein Bauherr meist mehrere Häuser auf einmal errichtete, waren sie in ihrem Erscheinungsbild meistens sehr einheitlich. Ein Beispiel dafür sind die noch heute in der East Washington Street in Louisville, Kentucky befindlichen Shotguns.
Dem wachsenden Bedarf an Wohnraum wäre man allerdings auch mit anderen Hausformen als dem Shotgun House gerecht geworden. So entwickelte sich zum Beispiel im Nordosten der USA das sogenannte Brownhouse, ein Reihenhaustyp aus Ziegelsteinen. Eine Reihe unterschiedlicher Faktoren trugen jedoch dazu bei, dass sich das Shotgun House zur bevorzugten Bauform in den Südstaaten entwickelte. Da Grundstücksteuern in New Orleans nach der Breite eines Grundstückes erhoben wurden, trug ein Shotgun House mit seiner schmalen Hausfront erheblich dazu bei, die Steuerlast zu minimieren. Shotguns waren außerdem preisgünstig zu errichten: die schmale Front erhöhte die Anzahl der Häuser, die entlang einer Straße errichtet werden konnten und das Haus war einfach an die jeweiligen örtlichen Gegebenheiten zu adaptieren. Insbesondere in den heißen Innenstädten des Südens setzte sich dieser Bautyp durch. In einigen Städten des US-amerikanischen Südens machen Shotguns heute immer noch 10 % des Häuserbestandes aus.

### Symbol der Armut

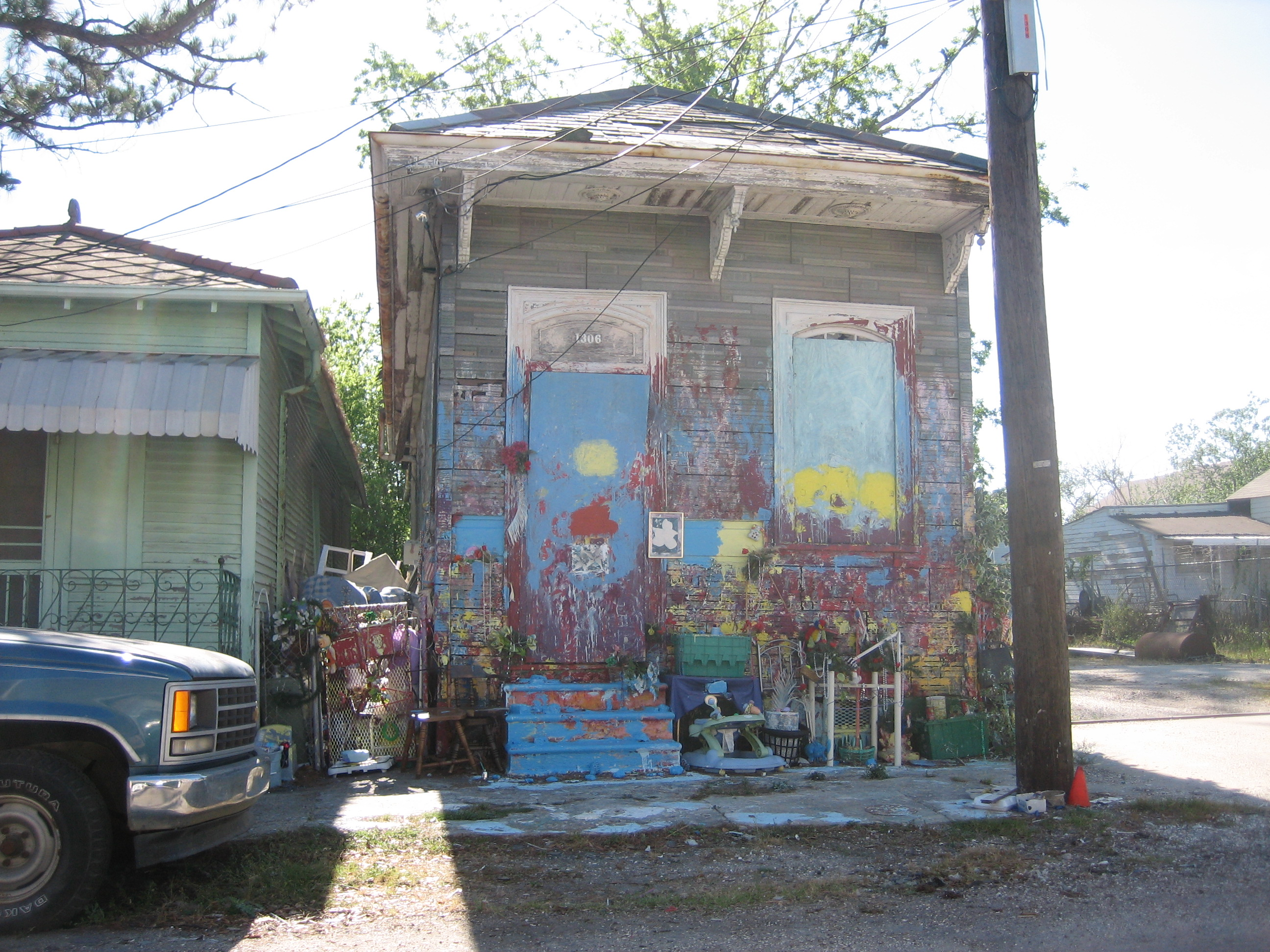
Shotgun House in New Orleans Stadtteil 8th Ward

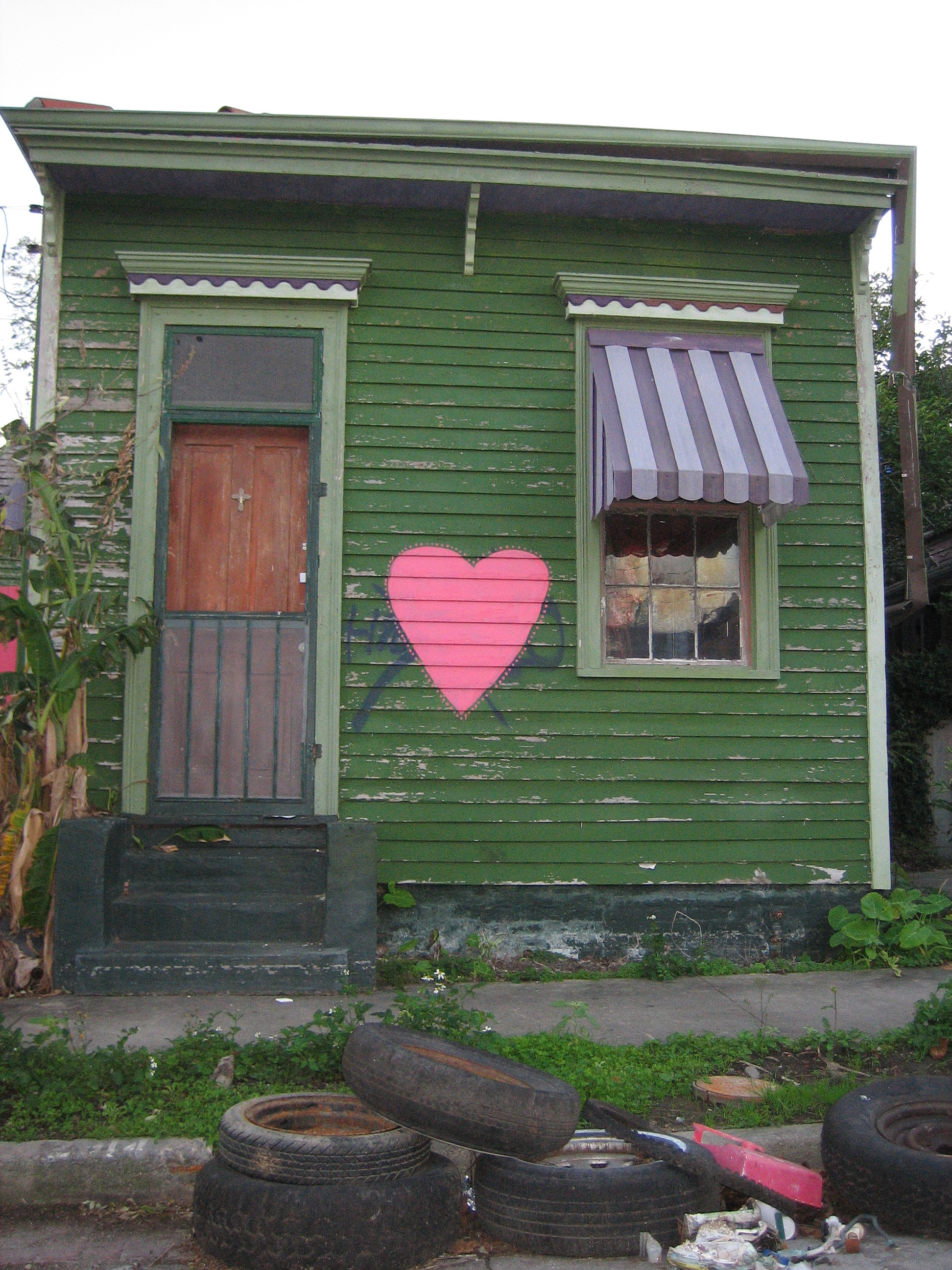
Von Hurrikan Katrina beschädigtes Shotgun in New Orleans

Der Neubau von Shotgun Houses ließ mit dem Beginn des 20. Jahrhunderts nach und kam in den 1930er Jahren fast vollständig zum Erliegen. Zwei technische Innovationen machten die Vorzüge der Shotgun Houses zunehmend zunichte: Immer größere Teile der Bevölkerung konnten sich ein Auto sowie Klimaanlagen leisten. Dementsprechend zogen immer mehr Bevölkerungsgruppen, für die die Shotgun Houses einstmals akzeptable Wohnbedingungen boten, in die Vororte. Nach dem Zweiten Weltkrieg waren es nur noch die ärmsten Schichten, die bereit waren, in diese Häuser einzuziehen. Das grundlegende Baukonzept der Shotgun Houses – ein weitgehend standardisierter, einfacher und auf eine Etage ausgerichteter Grundriss – lebt allerdings in den Ranch-style Houses weiter, die vor allem in den 1950er und 1960er Jahren den vorherrschenden Bautyp in den Vorstädten darstellten.
Die Stadtteile, die einen hohen Bestand an Shotgun Houses aufwiesen, erlebten in der zweiten Hälfte des 20. Jahrhunderts all jene Probleme, die in den USA typisch für Innenstädte waren und sind. Nachdem finanziell besser gestellte Bevölkerungsschichten in die Vorstädte ausgewichen waren, blieben die Bevölkerungsschichten in den Innenstädten zurück, die meistens nicht einmal hinreichend kreditwürdig waren, um Hypotheken für die Instandhaltung oder den Erwerb ihrer Shotgun Houses zu erhalten. Der dritte Faktor, der insbesondere bei Shotgun Houses zu ihrem Verfall beitrug, waren unklare Besitzverhältnisse. Shotgun Houses wurden häufig über mehrere Generationen einer Familie weitervererbt. Erbstreitigkeiten führten dazu, dass viele Häuser über mehrere Jahre unbewohnt blieben.
In der Öffentlichkeit wurden Shotgun Houses zunehmend als typische Wohnform der Ärmsten der afro-amerikanischen Bevölkerung im amerikanischen Süden wahrgenommen. Historisch gesehen ist dies nicht zutreffend. Viele der Shotgun Houses wurden während der Zeit der Rassentrennung in ursprünglich rein weißen Wohngegenden errichtet. Damals waren die Wohnverhältnisse verglichen mit ihrem späteren Verfall komfortabel. Als in den 1950er und 1960er Jahren diese Wohngegenden von Schwarzen bezogen wurden, konnten die weißen Vorbesitzer es sich erlauben, in die Vorstädte zu ziehen. Entgegen der öffentlichen Wahrnehmung gibt es nach wie vor Wohngegenden mit einem hohen Bestand an Shotgun Houses, die überwiegend von Weißen bewohnt werden. Jedoch sind diese nicht mit den von Afro-Amerikanern bewohnten Shotgun Houses zu vergleichen. Bewohnt werden sie eher aufgrund von Armut und nicht wegen ihrer besonderen Bauart.
Unabhängig davon, welche Bevölkerungsgruppen in ihnen lebten, wurden Shotguns in der Zeit vom Ende des Zweiten Weltkriegs bis in die 1980er Jahre als eine Wohnform angesehen, die keinen zeitgemäßen Wohnstandard mehr bot. Als Symbol der Armut wurden zahlreiche Shotguns im Rahmen von Stadterneuerungsprogrammen niedergerissen. Diese Praxis hat sich mittlerweile zum Teil geändert. Städte wie Houston und Charlotte haben in ihren Städten Shotgun Historic Districts etabliert, um diese für die US-Geschichte typische Wohnform zu erhalten. Shotgun Houses werden für ihre Bauqualität und ihre preisgünstige Bauweise gepriesen und als eine Bauform eingeordnet, die hilfreich bei der Wiederbelebung der häufig verwahrlosten US-amerikanischen Innenstädte sein könnte. Die Rice University in Houston, Texas veranstaltete unter dem Titel Shotguns 2001 sogar eine Ausstellung, auf der ausschließlich Gemälde dieser Häuser gezeigt wurden, um ihre Rolle in der Geschichte der Südstaaten zu würdigen. Die Ausstellung wurde von einer Vorlesungsreihe begleitet, die ebenfalls Shotgun Houses als Inhalt hatte. Einige Städte, wie beispielsweise Macon in Georgia haben versucht, über die Renovierung von Shotgun Houses Wohnraum für Bevölkerungsschichten mit niedrigem Einkommen zu schaffen. Allerdings haben diese Städte auch die Erfahrung gemacht, dass es preisgünstiger ist, die Shotgun Houses abzureißen und neue Wohngebäude zu errichten.
Viele der älteren Südstaatenstädte weisen in einigen Vierteln noch eine sehr hohe Dichte von Shotgun Houses auf. Dazu gehören beispielsweise die Stadtteile Bywater in New Orleans und Cabbagetown in Atlanta. Anders als zu der Zeit ihrer Errichtung stehen heute die meisten Shotguns im Eigentum ihrer Bewohner. So gehörten in den 1990er Jahren 85 % der Häuser in dem von Shotgun Houses dominierten Lower Ninth Ward von New Orleans ihren Bewohnern. In einigen von Shotgun Houses dominierten Vierteln sind die Grundstückspreise in den letzten Jahren stark gestiegen. Dies hat zu einem neuerlichen Wechsel in der Bevölkerungsstruktur dieser Viertel geführt: finanziell besser gestellte Bevölkerungsschichten kehren allmählich zurück. In der Stadtgeografie wird ein solcher Wechsel als „Gentrifizierung“ bezeichnet. Dabei kommt es nicht selten dazu, dass der neue Hauseigentümer beide Hälften eines Double Barrel Shotguns kauft und diese zu einem verhältnismäßig großen Haus vereint. Shotgun Houses werden auch häufig miteinander verbunden, um als Büro- oder Ladenräume genutzt zu werden.

## Heutige Bedeutung
Gemäß einem in den Südstaaten verbreiteten Aberglauben fühlen sich Geister von Shotgun Houses angezogen, weil sie direkt durch sie hindurchgehen können. In einigen Häusern wurden die Türen bewusst leicht zueinander versetzt, um die Geister abzulenken.
Shotgun Houses werden häufig auch als Symbol des Lebens in den Südstaaten verwendet – ihr Auftauchen in Filmsequenzen ist zumindest für US-amerikanische Zuschauer der Hinweis für den Ort der Handlung. Eng verbunden sind Shotgun Houses auch mit der Musikgeschichte der Südstaaten: Elvis Presley kam in einem Shotgun House zur Welt, die Neville Brothers wuchsen in einem auf, und von Robert Johnson behauptet man, dass er in einem Shotgun gestorben sei.